# Shannon Stewart (playmate)
Shannon Stewart (Baton Rouge, Luisiana, 25 de mayo de 1978) es una modelo y actriz estadounidense que fue playmate del mes de junio de 2000.

## Otras apariciones
Aparte en aparecer en las páginas del Playboy también ha aparecido en otros sitios de internet tales como Alphamodels y Mystique Magazine

## Vida personal
En marzo de 2005 tuvo a su primera hija a la que puso el nombre de Ava, en honor a Ava Fabian, playmate de agosto de 1986. «Sólo espero que crezca y sea tan independiente y lista como Ava», comentó al respecto.